# 6. Budapesti Nemzetközi Cirkuszfesztivál
A 6. Budapesti Nemzetközi Cirkuszfesztivál (angolul: 6th International Circus Festival of Budapest) 2006. január 26. és 30. között került megrendezésre Budapesten, a Fővárosi Nagycirkuszban. Az „A” műsorra január 26-án és 29-én, a „B” műsorra január 27-én és 28-án került sor. A gálaműsort január 30-án tartották.
A seregszemlét a Fesztivál Plusssz című műsor követte, amely 2006. február 4. és március 26. között volt látható a Fővárosi Nagycirkuszban. Ebben az előadásban túlnyomórészt a fesztivál résztvevői szerepeltek, azok akik nem kaptak ajánlatot, vagy más okok miatt meg tudták hosszabbítani szerződésüket a Nagycirkusszal. Így azok a nézők is meg tudták tekinteni ezeket a produkciókat, akik lemaradtak a fesztiválról. Budapesten maradt a marokkói Los Larachecos, az orosz Maria Andreeva, Maria és Oleg, a Duo Kis Faludy és a shanghai Cirkusz Iskola növendékei is.

## A fesztivál általában

### Műsora
A másfél évtizedes hagyománynak megfelelően, tíz ország artistaművészei ezúttal is két műsorban, három-három előadásban léptek a közönség és a zsűri elé. Az eseménysort a zárónapi gálaelőadás zárta.
A fesztivált 13 434-en látták.

## A zsűri tagjai
A tradíciók szerint, a nemzetközi, szakmai zsűri értékelte a versenyzők produkcióját, műsorát. A versenybíróság tagjai a világ jelentős cirkuszainak és varietéinek vezetői.
- Franz Czeisler – a zsűri elnöke, a Tihany Cirkusz igazgatója (USA)
- Egidio Palmiri – az Olasz Cirkuszigazgatók Szövetségének elnöke (Olaszország)
- Boris Fedotov – a moszkvai Nikulin Cirkusz és a Fiatal Cirkuszművészek Fesztiválját szervező bizottság elnöke (Oroszország)
- Zou Yuhua – a Kínai Állami Cirkusz művészeti vezetője (Kína)
- Marcos Magano Frota – a Brazil Cirkusz igazgatója (Brazília)
- Rolf Knie – a Salto Natale Enterainment igazgatója (Svájc)
- Michel Rios – a Rios Productions igazgatója (Franciaország)
- Alexander Kalmykov – az Orosz Állami Cirkusztársulat vezérigazgató-helyettese (Oroszország)
- Richter József – Jászai-díjas artistaművész, a Magyar Nemzeti Cirkusz igazgatója (Magyarország)

## A fesztiválon fellépő művészek

### „A” műsor
Az „A” műsort 2006. január 26-án, csütörtökön 19 órakor és január 29-én, vasárnap 15 és 19 órakor mutatták be a Fővárosi Nagycirkuszban. Az előadás 2 órás volt, egy 15 perces szünettel. A nemzetközi, szakmai zsűri szavazatai alapján a legjobbak jutottak tovább a gálaműsorba. 16 produkciót nézett meg a zsűri.
A műsort hagyományosan az Állami Artistaképző Intézet növendékei nyitották meg, majd a parádén felvonultak a versenyzők.
| #  | Előadó                  | Szám                               | Ország        | Eredmény     |
| -- | ----------------------- | ---------------------------------- | ------------- | ------------ |
| 01 | Philip és Gladis        | fóka idomítása                     | Olaszország   | Továbbjutott |
| 02 | Barry Lubin             | bohózat                            | USA           |              |
| 03 | Sergej Mazurin          | légtornász                         | Oroszország   |              |
| 04 | Faltyny csoport         | akrobatika egykerekűvel            | Csehország    |              |
| 05 | Pierre Marchand         | diaboló                            | Franciaország |              |
| 06 | Zebrák                  | dobóakrobaták                      | Oroszország   | Továbbjutott |
| 07 | Barry Lubin             | bohózat                            | USA           |              |
| 08 | Shanghai Cirkusz Iskola | kézegyensúlyozók                   | Kína          | Továbbjutott |
| 09 | Aniskin csoport         | akrobatika nyújtón és gumiasztalon | Ukrajna       | Továbbjutott |
| 10 | 2 Bobrov                | légtornászok                       | Oroszország   | Továbbjutott |
| 11 | Los Larachecos          | ugróakrobaták                      | Marokkó       |              |
| 12 | Oksana                  | zeneláda                           | Ukrajna       |              |
| 13 | Alan Sulc               | zsonglőr                           | Csehország    | Továbbjutott |
| 14 | Golden Powers           | plasztikus akrobaták               | Magyarország  | Továbbjutott |
| 15 | Barry Lubin             | bohózat                            | USA           |              |
| 16 | Kovgar csoport          | ugródeszka akrobaták               | Oroszország   | Továbbjutott |

A műsort hagyományosan a finálé zárta, ahol a fellépő művészek még egyszer felvonultak.

### „B” műsor
A „B” műsort 2006. január 27-én, pénteken 19 órakor és január 28-án, szombaton 15 és 19 órakor mutatták be a Fővárosi Nagycirkuszban. Az előadás 2 órás volt, egy 15 perces szünettel. A nemzetközi, szakmai zsűri szavazatai alapján a legjobbak jutottak tovább a gálaműsorba. 15 produkciót nézett meg a zsűri.
A műsort hagyományosan az Állami Artistaképző Intézet növendékei nyitották meg, majd a parádén felvonultak a versenyzők.
| #  | Előadó                | Szám                   | Ország       | Eredmény     |
| -- | --------------------- | ---------------------- | ------------ | ------------ |
| 01 | Faltyny csoport       | zsonglőrök             | Csehország   |              |
| 02 | Maria és Oleg         | átváltozó művészek     | Oroszország  |              |
| 03 | Duo Kis Faludy        | ugródeszka akrobaták   | Magyarország | Továbbjutott |
| 04 | Karlo, Billy és Lilly | bohózat                | Oroszország  |              |
| 05 | Oksana                | kutyák és lámák        | Ukrajna      |              |
| 06 | Maria Andreeva        | lengő kötélen          | Oroszország  | Továbbjutott |
| 07 | Kevin Huesca          | humoros hasbeszélő     | Olaszország  | Továbbjutott |
| 08 | Novikov csoport       | akrobatika nyújtókon   | Oroszország  | Továbbjutott |
| 09 | NightFlight           | akrobatika a levegőben | Németország  |              |
| 10 | Philip és Gladis      | fóka idomítása         | Olaszország  | Továbbjutott |
| 11 | Karlo, Billy és Lilly | bohózat                | Oroszország  |              |
| 12 | Sapo                  | gumiember              | Brazília     |              |
| 13 | Pavel Ruzsilo         | zsonglőr               | Oroszország  |              |
| 14 | Karlo, Billy és Lilly | bohózat                | Oroszország  |              |
| 15 | Kanakovi csoport      | rúddobó akrobaták      | Oroszország  | Továbbjutott |

A műsort hagyományosan a finálé zárta, ahol a fellépő művészek még egyszer felvonultak.

### Magyar gála
| #  | Előadó             | Szám             |
| -- | ------------------ | ---------------- |
| 01 | Halassy Márk       | függönyszám      |
| 02 | Laki Joó           | kézegyensúlyozók |
| 03 | Váradi Éva         | lábzsonglőr      |
| 04 | Picard             | majomszám        |
| 05 | Duo Vertikál       | perzs szám       |
| 06 | Trio Laruss        | arany emberek    |
| 07 | Diana és Misi      | kutyaszám        |
| 08 | Lóránd             | levegőszám       |
| 09 | Panteras           | karuszel         |
| 10 | Peppi              | bohóctréfa       |
| 11 | Dani               | kézegyensúlyozó  |
| 12 | Zsófia & Krisztián | légtornászok     |
| 13 | Yumping Boys       | deszka           |
| 14 | Jupiter            | illúziók         |

### Gála műsor
A gálaműsort 2006. január 30-án hétfőn, 19 órakor mutatták be a Fővárosi Nagycirkuszban. Az előadás 2 és fél órás volt, egy 15 perces szünettel. A mezőnyt az „A” műsor és „B” műsor továbbjutói alkották. Versenyen kívül lépett fel David Larible, a fesztivál sztárvendége.
A műsort hagyományosan az Állami Artistaképző Intézet növendékei nyitották meg, majd a parádén felvonultak a versenyzők.
| # | Előadó                             | Szám                               | Ország       | Helyezés | Díj           |
| - | ---------------------------------- | ---------------------------------- | ------------ | -------- | ------------- |
|   | Alan Sulc                          | zsonglőr                           | Csehország   | 3.       | Bronz fokozat |
|   | Aniskin csoport                    | akrobatika nyújtón és gumiasztalon | Ukrajna      | —        | —             |
|   | David Larible                      | bohóc                              | USA          | —        | —             |
|   | Duo Bobrov                         | légtornászok                       | Oroszország  | 3.       | Bronz fokozat |
|   | Duo Kis Faludy                     | ugródeszka akrobaták               | Magyarország | —        | —             |
|   | Golden Powers                      | plasztikus akrobaták               | Magyarország | —        | —             |
|   | Kanakovi csoport                   | rúddobó akrobaták                  | Oroszország  | 2.       | Ezüst fokozat |
|   | Kevin Huesca                       | humoros hasbeszélő                 | Olaszország  | —        | —             |
|   | Kovgar csoport                     | ugródeszka akrobaták               | Oroszország  | 1.       | Arany fokozat |
|   | Maria Andreeva                     | lengő kötélen                      | Oroszország  | 4.       | Európa-díj    |
|   | Novikov csoport                    | akrobatika nyújtókon               | Oroszország  | 2.       | Ezüst fokozat |
|   | Philip és Gladis                   | fókák idomítása                    | Olaszország  | —        | —             |
|   | Shanghai Cirkusz Iskola növendékei | kézegyensúlyozók                   | Kína         | 2.       | Ezüst fokozat |
|   | Zebrák                             | dobóakrobaták                      | Oroszország  | 3.       | Bronz fokozat |

A műsort hagyományosan a finálé zárta, majd átadták a Pierrot-díjakat.

## A fesztivál győztesei
| Fokozat       | Elnyerte               | Nemzet      | Szám                 |
| ------------- | ---------------------- | ----------- | -------------------- |
| Arany fokozat | Kovgar csoport         | Oroszország | ugródeszka-akrobaták |
| Ezüst fokozat | Novikov csoport        | Oroszország | akrobatika nyújtókon |
| Ezüst fokozat | Shanghai Circus School | Kína        | kézegyensúlyozók     |
| Ezüst fokozat | Kanakovi csoport       | Oroszország | rúddobó-akrobaták    |
| Bronz fokozat | Zebrák                 | Oroszország | dobóakrobaták        |
| Bronz fokozat | Duo Bobrov             | Oroszország | légtornászok         |
| Bronz fokozat | Alan Sulc              | Csehország  | zsonglőr             |

Oroszország rekordmennyiségű, öt darab érmet vihetett haza. Legsikeresebb csapatuk a Kovgar ugródeszka-akrobaták voltak, akik végül megnyerték a fesztivált.
A nemzetközi szakértőkből álló zsűri eredetileg két ezüst fokozatot akart adni, de a kiemelkedő produkciók miatt hármat osztott: a Kanakovi orosz rúddobó akrobatacsoportnak, a Kínából érkező Shanghai Cirkusz Iskola kézen egyensúlyozó növendékeinek és a Novikov akrobatacsoportnak.
A cseh pattlabda zsonglőr, Alan Sulc bronz fokozatot nyert. Akárcsak az orosz Bobrov légtornász páros és a Zebrák nevű dobóakrobata csoport.
Az Európa díjat Maria Andreeva oroszországi légtornász érdemelte ki. A legjobb magyar artistának járó különdíjat a Duo Kis Faludy, ugródeszka akrobaták kapta. A legjobb külföldi artistának járó különdíjat az olasz, Kevin Huesca kapta.
Az eredményeket már vasárnap közölték a művészekkel, de a hétfő esti gálán ünnepélyes keretek között is bejelentik a helyezéseket és átadják a díjakat.

## Különdíjasok
| Különdíj                 | Elnyerte       | Szám                 | Ország       |
| ------------------------ | -------------- | -------------------- | ------------ |
| Európa-díj               | Maria Andreeva | lengő kötélen        | Oroszország  |
| Legjobb külföldi artista | Kevin Huesca   | humoros hasbeszélő   | Olaszország  |
| Legjobb magyar artista   | Duo Kis Faludy | ugródeszka akrobaták | Magyarország |

## Televíziós közvetítés
A fesztivál teljes műsorát a Duna Televízió felvette és négy részben műsorára tűzte. A műsor rendezője Nagy Katalin, operatőre Horváth Adrienne volt. 
| 1. Nyitókép – Állami Artistaképző Intézet 2. Faltyny csoport – zsonglőrök (Csehország) 3. Maria és Oleg – átváltozó művészek (Oroszország) 4. Duó Kis Faludy – ugródeszka akrobaták (Magyarország) 5. Sharjynin csoport – bohózat (Oroszország) 6. Oksana – kutyák és lámák (Ukrajna) 7. NightFlight – akrobatika a levegőben (Németország) 8. Kevin Huesca – hasbeszélő (Olaszország) | 1. Novikov csoport – akrobaták (Oroszország) 2. Sapo – gumiember (Brazília) 3. Maria Andreeva – keringő kötélen (Oroszország) 4. Zebrák – dobóakrobaták (Oroszország) 5. Philip és Gladis – fóka-idomítás (Olaszország) 6. Karlo, Billy és Lilly – bohózat (Oroszország) 7. Kanakovi csoport – rúddobó akrobaták (Oroszország) 8. Pavel Ruzsilo – zsonglőr (Oroszország) |

| 1. Faltyny csoport – akrobatika egykerekűvel (Csehország) 2. Barry Lubin – bohóc (USA) 3. Szergej Mazurin – légtornász (Oroszország) 4. Pierre Marchand – diabolo (Franciaország) 5. Sanghaji Cirkusziskola – kézegyensúlyozók (Kína) 6. Los Larachecos – ugróakrobaták (Marokkó) 7. 2 Bobrov – légtornászok (Oroszország) 8. Aniskin csoport – akrobatika (Ukrajna) | 1. Nyitókép – Állami Artistaképző Intézet 2. Kovgar csoport – ugródeszka (Oroszország) 3. Barry Lubin – bohózat (USA) 4. Oksana – zeneláda (Ukrajna) 5. Alan Sulc – zsonglőr (Csehország) 6. Golden Power – plasztikus akrobaták (Magyarország) |

## DVD kiadás
A Duna Televízió által készített felvételt 2010-ben a Magyar Cirkusz és Varieté Nonprofit Kft. (MACIVA) kiadta DVD-n, mely 2 lemezes változatban volt megvásárolható Fővárosi Nagycirkusz ajándékboltjában.
| 1. Nyitókép - Állami Artistaképző Intézet (Magyarország) 2. Faltyny csoport - zsonglőrök (Csehország) 3. Maria és Oleg - átváltozó művészek (Oroszország) 4. Duo Kis Faludy - ugródeszka akrobaták (Magyarország) 5. Karlo Billy & Lilly - bohózat (Oroszország) 6. Oksana - kutyák és lámák (Ukrajna) 7. NightFlight - akrobatika a levegőben (Németország) 8. Kevin Huesca - hasbeszélő (Olaszország) 9. Novikov csoport - akrobatika nyújtókon (Oroszország) 10. Sapo - gumiember (Brazília) 11. Maria Andreeva - lengő kötélen (Oroszország) 12. Zebrák - dobóakrobaták (Oroszország) 13. Philip & Gladis - fóka idomítás (Olaszország) 14. Karlo Billy & Lilly - bohózat (Oroszország) 15. Pavel Ruzsilo - zsonglőr (Oroszország) 16. Kanakovi csoport - rúddobó akrobaták (Oroszország) | 1. Faltyny csoport - akrobatika egykerekűvel (Csehország) 2. Barry Lubin - bohózat (USA) 3. Sergej Mazurin - légtornász (Oroszország) 4. Pierre Marchand - diaboló zsonglőr (Franciaország) 5. Shanghai Cirkusz Iskola - kézegyensúlyozók (Kína) 6. Barry Lubin - bohózat (USA) 7. Los Larachecos - ugróakrobaták (Marokkó) 8. Duo Bobrov - légtornászok (Oroszország) 9. Barry Lubin - bohózat (USA) 10. Aniskin csoport - akrobatika nyújtón és gumiasztalon (Ukrajna) 11. Kovgar csoport - ugródeszka akrobaták (Oroszország) 12. Barry Lubin - bohózat (USA) 13. Oksana - zeneláda (Ukrajna) 14. Alan Sulc – zsonglőr (Csehország) 15. Golden Powers - plasztikus akrobaták (Magyarország) 16. A 6. Budapesti Nemzetközi Cirkuszfesztivál díjazottjai |

## Visszatérő művészek
| Előadó         | Szám                                             | Ország      | Előző év(ek) |
| -------------- | ------------------------------------------------ | ----------- | ------------ |
| Sergej Mazurin | légtornász                                       | Oroszország | 2000         |
| Sergej Mazurin | rúddobó akrobaták (a Kanakovi csoport tagjaként) | Oroszország | 2000         |